# علی هزامی
علی هزامی (زادهٔ ۶ اسفند ۱۳۷۴ در خرمشهر)؛ بازیکن فوتبال اهل ایران است که در پست هافبک بازی می‌کند.
او سابقه بازی در تیم‌های ملی تیم ملی نوجوانان ایران و تیم ملی جوانان ایران را نیز در کارنامه خود دارد.

## باشگاهی
هزامی فوتبال خود را از آکادمی باشگاه فولاد خوزستان آغاز کرد و پس از درخشش در جام جهانی جوانان مورد توجه باشگاه‌های غیر ایرانی قرار گرفت و اولین پیشنهاد خود را از باشگاه اسپورتینگ گرفت اما باشگاه فولاد خوزستان برای رضایت این بازیکن درخواست هشتصد میلیون تومان کرد که اسپورتینگ موافقت نکرد. پس از آن باشگاه‌های پوهانگ استیلرز کره جنوبی، ژیل ویسنته پرتغال، نانت و آمیانس فرانسه خواهان وی بودند، اما مسئله حق رشد مانع از این انتقال شد و باشگاه فولاد خوزستان در آن مقطع به هیچ وجه حتی راضی یه مذاکره در مورد این مسئله هم نبودند و این باعث شد تا این انتقال به تعویق بیفتد، در نهایت توانست با باشگاه متبوعش به توافق برسد و پیش از آغاز فصل ۹۵–۱۳۹۴ از این باشگاه جدا شده و در تمرینات تیم لیل حاضر شود. اما با تغییر کادر فنی تیم مورد توجه کادر جدید قرار نگرفت و از این تیم جدا شد.

### سپاهان
هزامی پس از حضور در تمرینات لیل و آمیانس به ایران بازگشت و در ۱۰ دی ۱۳۹۴ با عقد قراردادی سه ساله به باشگاه فوتبال سپاهان اصفهان پیوست.

## ملی
علی هزامی به همراه تیم ملی نوجوانان ایران در پانزدهمین دوره مسابقات جام جهانی زیر۱۷ سال در مقابل تیم ملی فوتبال آرژانتین درخشش خوبی داشت و به عنوان برترین بازیکن زمین معرفی شد. وی همچنین با تیم ملی نوجوانان ایران در تورنمنت پادشاهی قزاقستان به مقام قهرمانی دست یافته‌است.